# Colony (série télévisée)
Pour les articles homonymes, voir Colony.
Colony (ou Colonie au Québec) est une série télévisée américaine de science-fiction en 36 épisodes de 42 minutes créée par Carlton Cuse et Ryan Condal, diffusée entre le 14 janvier 2016 et le 25 juillet 2018 sur USA Network et en simultané sur Bravo! au Canada.
En France, la série a été diffusée sur Netflix depuis 2016, la 3e saison de la série est arrivée sur le catalogue français le 2 mai 2021. Elle est aussi diffusée depuis le 7 mars 2017 sur TF1, et au Québec, depuis le 30 août 2017 à Max. Elle reste inédite dans les autres pays francophones.

## Synopsis
Dans un futur proche, le monde est occupé par des extraterrestres. Will Bowman est un père déchiré entre résister ou coopérer avec l’occupant, alors qu’il tente de retrouver son second fils Charlie qui est quelque part de l'autre côté du mur qui clôture Los Angeles en une colonie. Pour avoir une chance d'y parvenir, il est finalement contraint de prêter ses compétences d'ancien agent du FBI à l'occupation, du moins en apparence. De son côté, sa femme Katie, bien décidée à ne pas subir la situation, fait le choix de rejoindre la résistance.

## Distribution

### Acteurs principaux
- Josh Holloway (VF : Arnaud Arbessier) : Will Bowman
- Sarah Wayne Callies (VF : Gaëlle Savary) : Katie Bowman
- Amanda Righetti (VF : Stéphanie Lafforgue) : Madeline « Maddie » Kenner, sœur de Katie (saisons 1 et 2)
- Peter Jacobson (VF : Patrick Osmond) : Mandataire Alan Snyder
- Tory Kittles (VF : Jérôme Rebbot) : Eric Broussard
- Alex Neustaedter (VF : Gabriel Bismuth-Bienaimé) : Bram Bowman, fils de Will et Katie
- Isabella Crovetti-Cramp (en) (VF : Bianca Tomassian) : Gracie Bowman, fille de Will et Katie
- Jacob Buster (VF : Marie De La Rue [saisons 1 et 2 ], Cécile Gatto [saison 3]) : Charlie Bowman, fils de Will et Katie (saisons 2 et 3, invité saison 1)

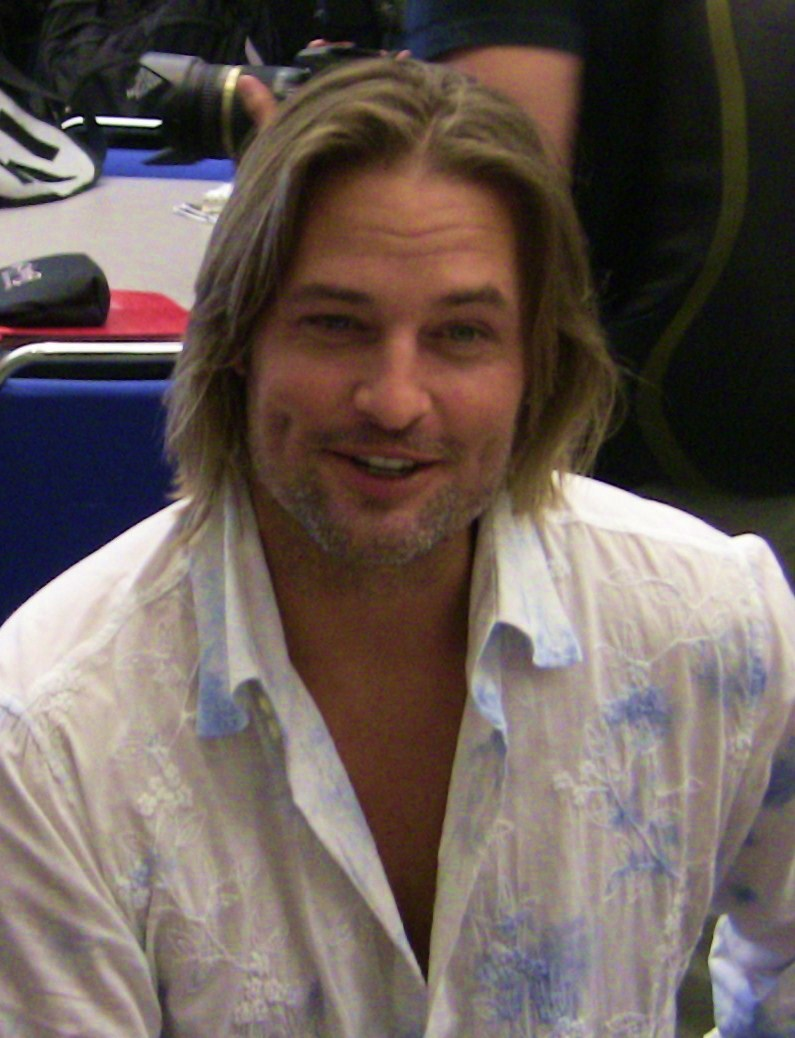
Josh Holloway interprète Will Bowman.
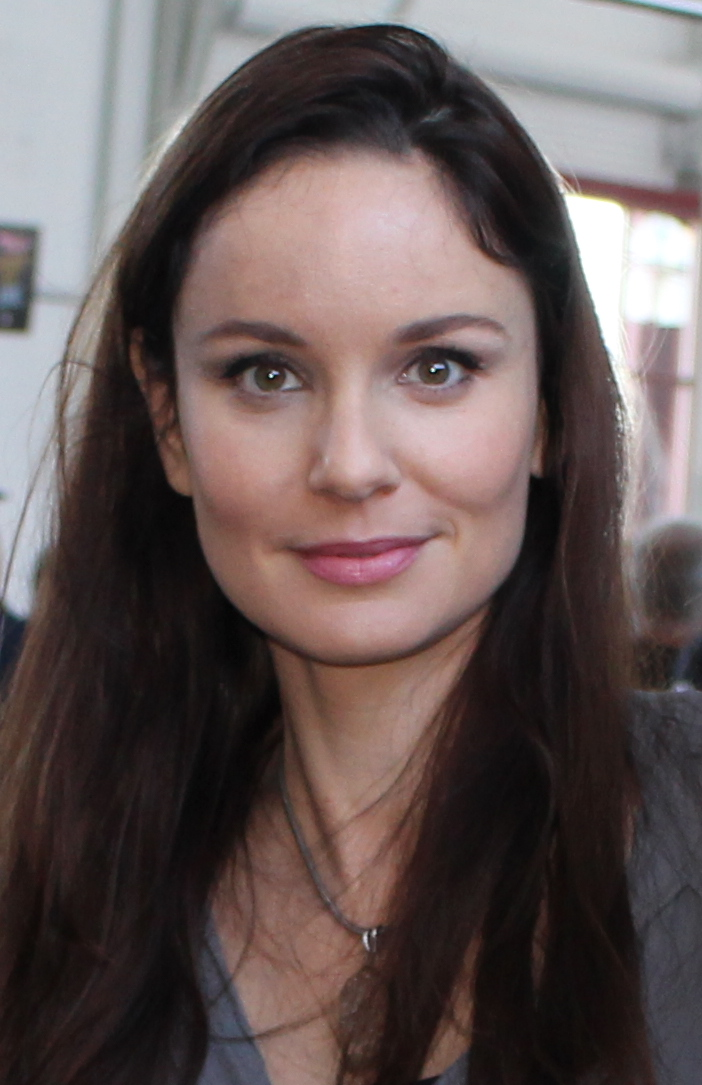
Sarah Wayne Callies interprète Katie Bowman.
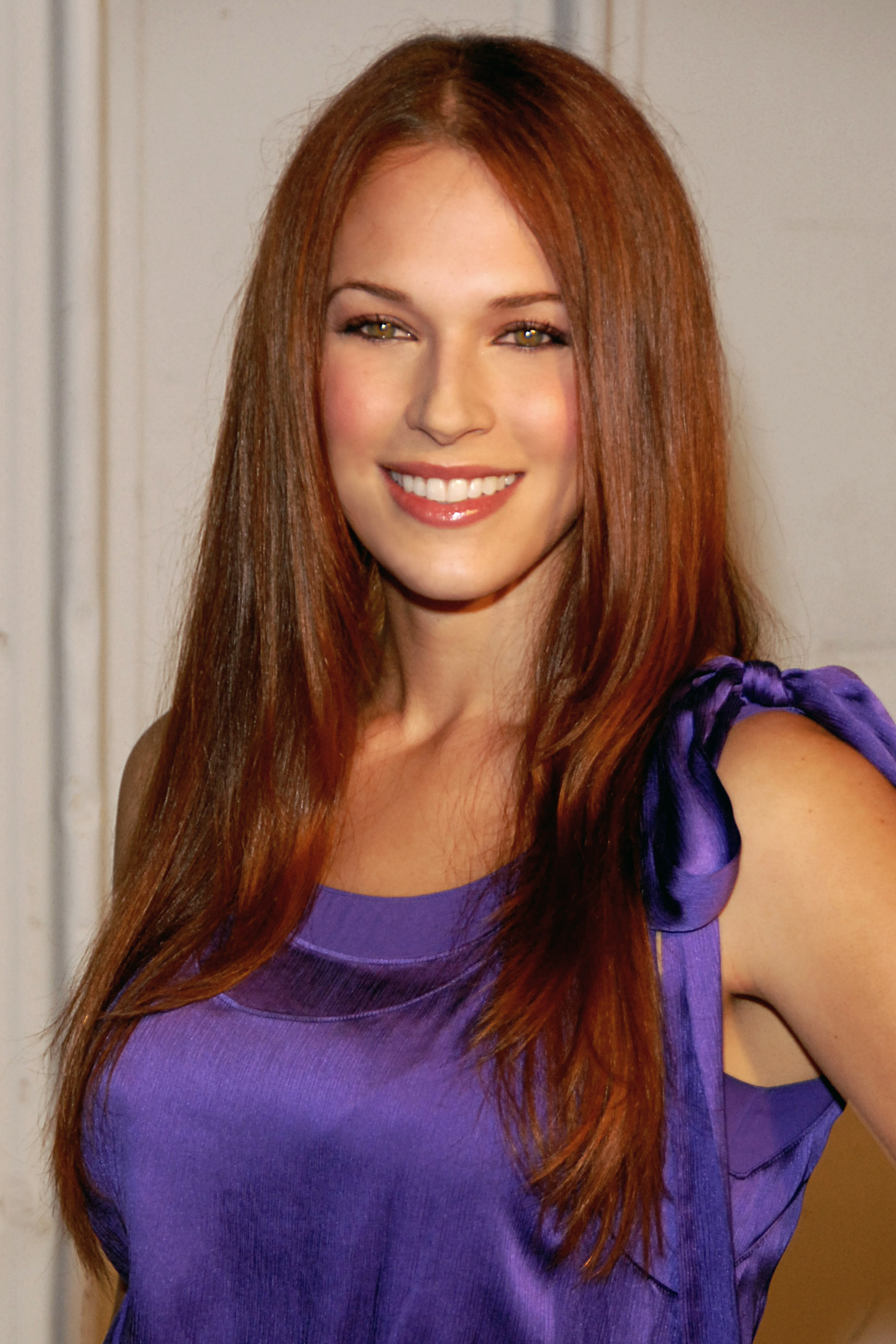
Amanda Righetti interprète Madeline Kenner.
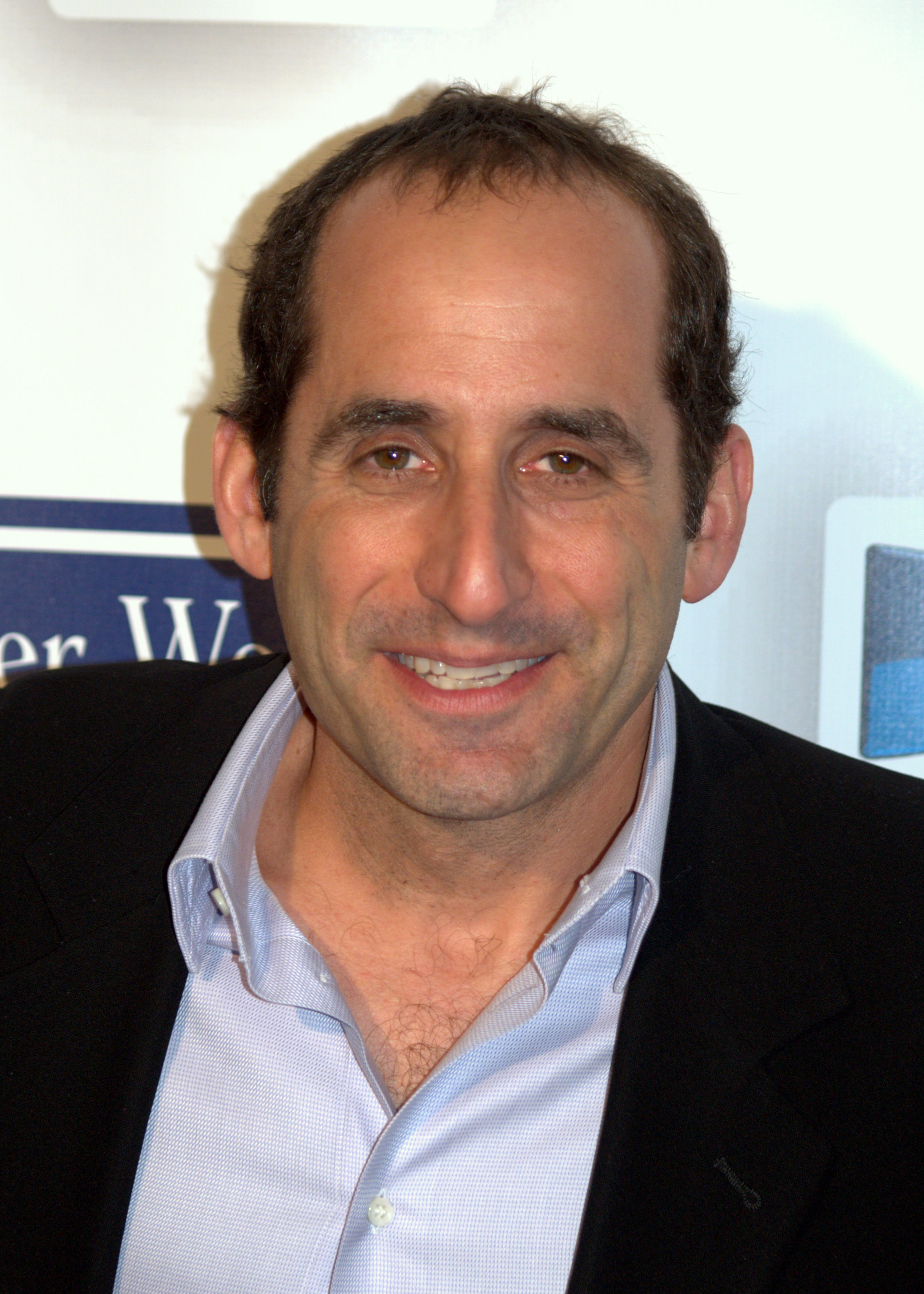
Peter Jacobson interprète Alan Snyder.
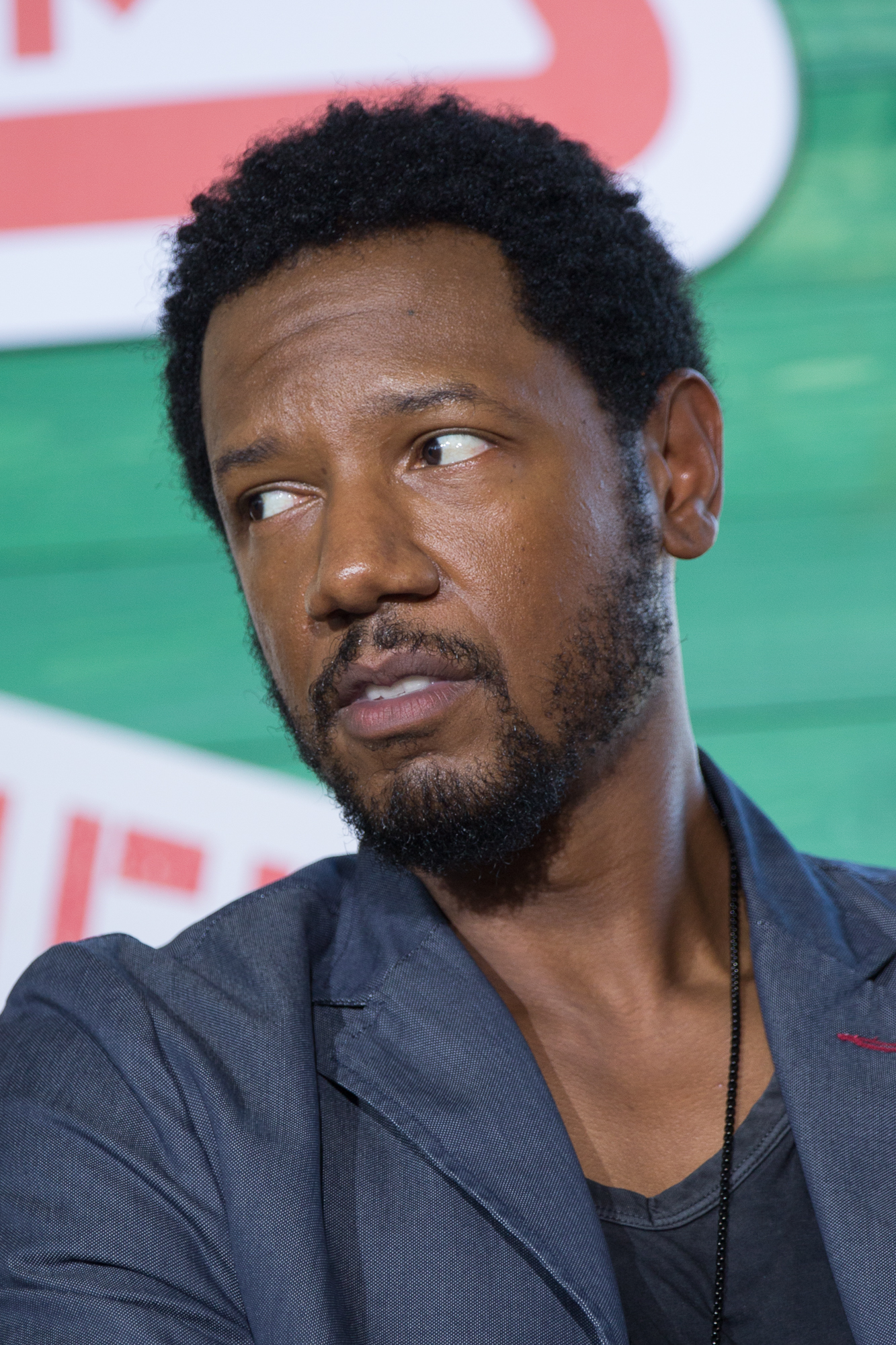
Tory Kittles interprète Eric Broussard.

### Acteurs récurrents
Introduits dans la saison 1
- Gonzalo Menendez (VF : Gilduin Tissier) : Captain Lagarza (saison 1)
- Erin Way (en) (VF : Caroline Victoria) : Lindsey (saisons 1-2)
- Paul Guilfoyle (VF : François Dunoyer) : Quayle (saison 1)
- Adam Busch (VF : Emmanuel Gradi) : Owen (saison 1, invité saison 2)
- Adrian Pasdar (VF : Pierre-François Pistorio) : Nolan (saisons 1-2)
- Ally Walker (VF : Martine Irzenski) : Helena (saisons 1 à 3)
- Thora Birch (saison 1) puis Bethany Joy Lenz (saison 2) (VF : Noémie Orphelin) : Morgan (saison 2, invitée saison 1)
- Carl Weathers (VF : Frédéric Souterelle) : Beau (saison 1)
- Kathleen Rose Perkins (VF : Sybille Tureau) : Jennifer MacMahon (saisons 1-2)
- Charlie Bewley (VF : Adrien Antoine) : Simon Eckart (saison 2, invité saison 1)

Introduits dans la saison 2
- Mac Brandt (en) (VF : Emmanuel Lemire) : Sgt. Jenkins (saison 2)
- Jessica Parker Kennedy (VF : Flora Kaprielian) : Maya (saison 2)
- Toby Huss (VF : Bernard Alane) : Bob Burke (saison 2)
- Christian Clemenson (VF : Jean-François Vlérick) : Dan Bennett (saison 2)
- Tony Plana (VF : Guy Chapellier) : Proxy Alcala (saison 2)

Introduits dans la saison 3
- Wayne Brady (VF : Gilles Morvan) : Everett Kynes
- Peyton List (VF : Olivia Luccioni) : Amy Leonard
- Graham McTavish (VF : Loic Houdré) : Andrew MacGregor
- Waleed Zuaiter (VF : Mathieu Buscatto) : Vincent

### Invités
- Kathy Baker (VF : Béatrice Delfe) : Phyllis (saison 1)
- Kathryn Morris (VF : Léovanie Raud) : Charlotte (saison 1)
- Jacob Vargas (VF : Marc Saez) : Carlos (saison 1)
- Meta Golding (VF : Marie Bouvier) : Noa (saison 2)
- Keiko Agena (VF : Ariane Aggiage) : Betsy (saison 2)
- William Russ (VF : Bernard Tiphaine) : Hennessey (saison 2)

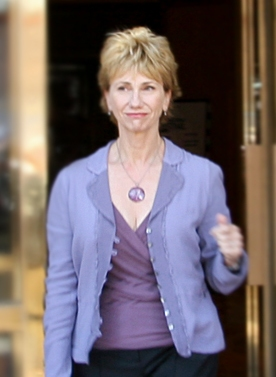
Kathy Baker interprète Phyllis.
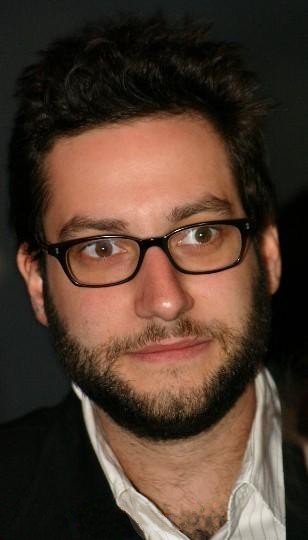
Adam Busch interprète Owen.
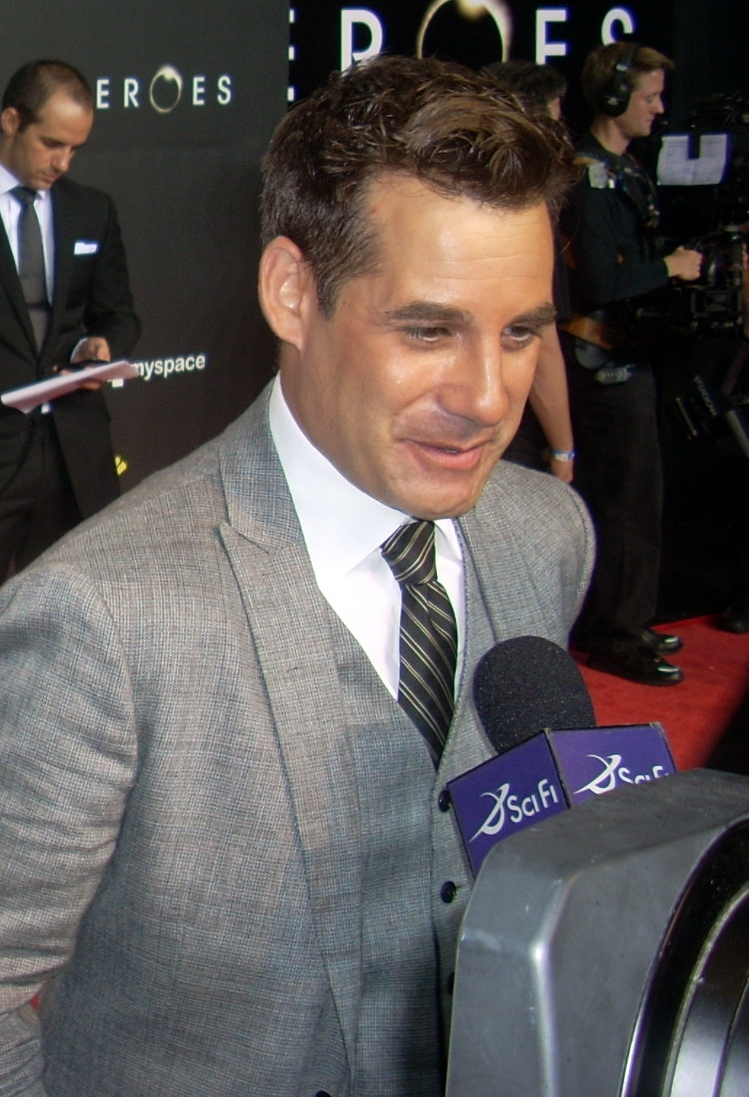
Adrian Pasdar interprète Nolan.
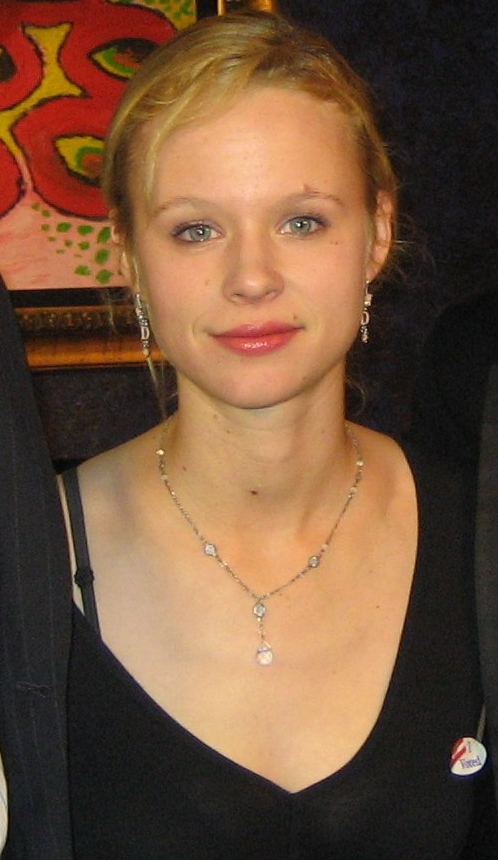
Thora Birch interprète Morgan.
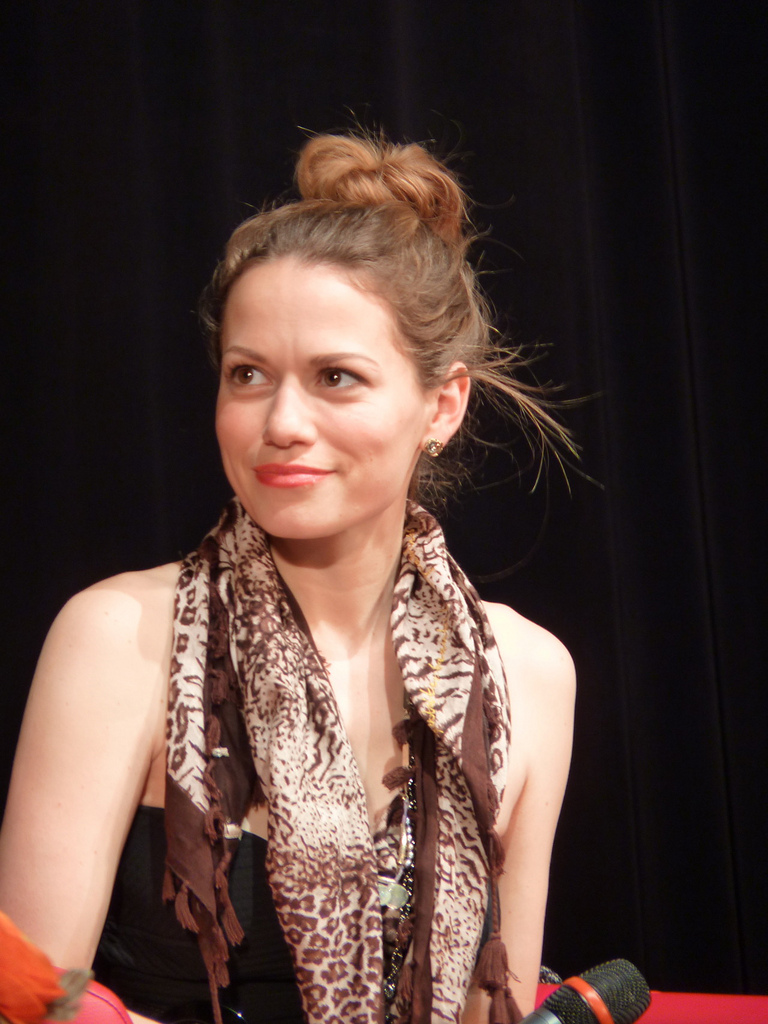
Bethany Joy Lenz interprète Morgan.
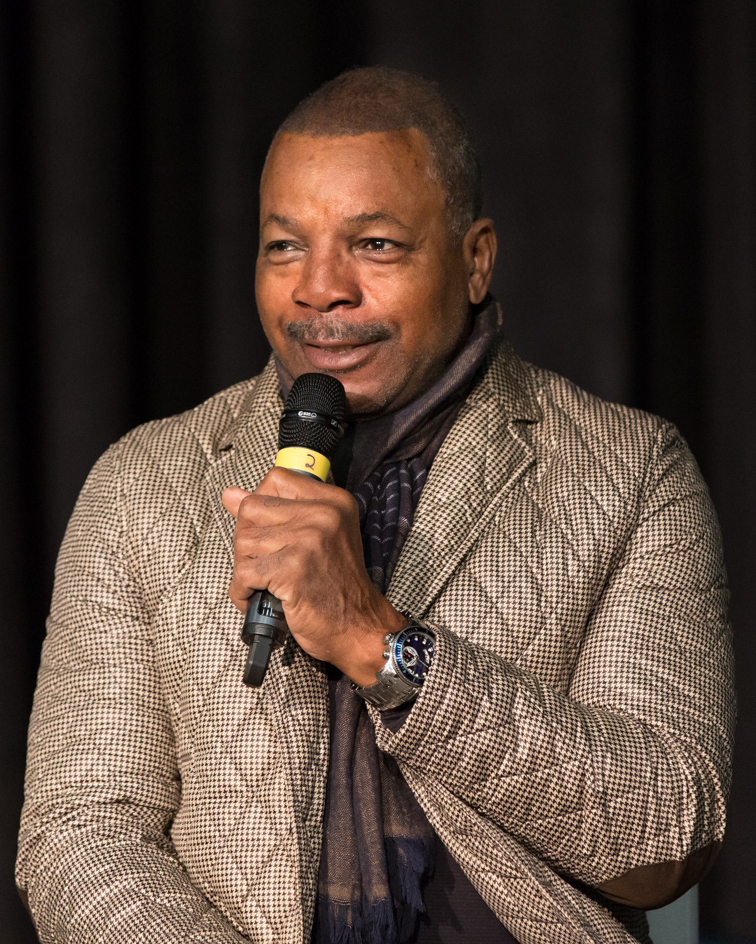
Carl Weathers interprète Beau.
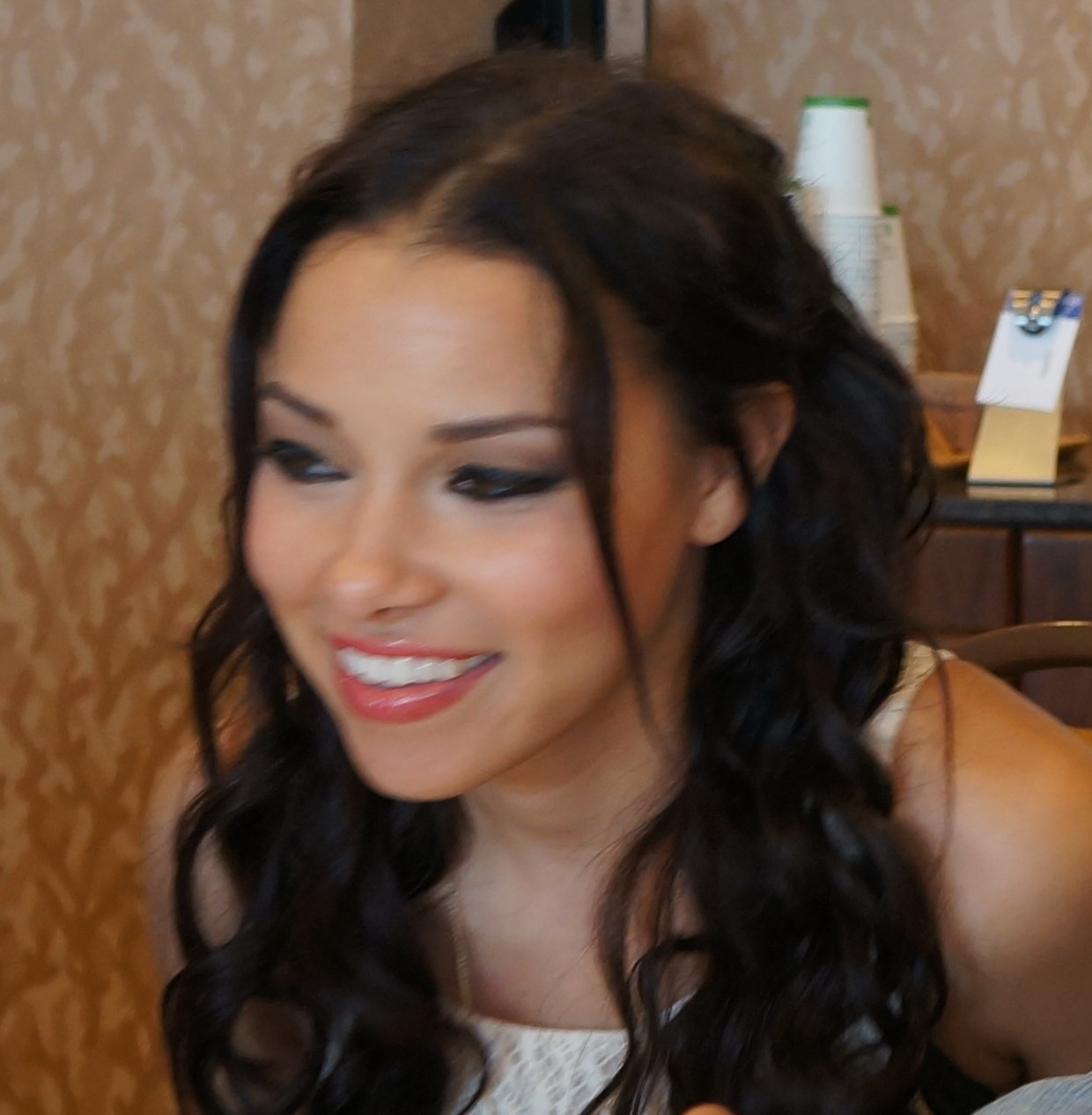
Jessica Parker Kennedy interprète Maya.
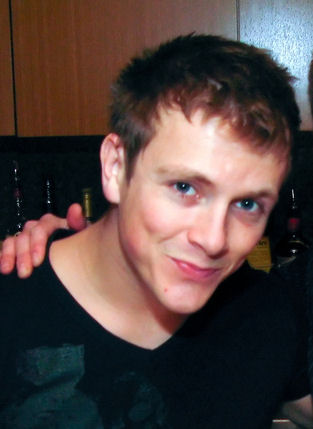
Charlie Bewley interprète Simon Eckart.

- Version française
  - Société de doublage : Deluxe Media Paris[7],[8]
  - Direction artistique : Pauline Brunel[7],[8]

 Source et légende : version française (VF) sur RS Doublage et Doublage Séries Database

## Développement

### Production
La série est coproduite par Legendary Television et Universal Cable Productions.
Le pilote a été commandé par USA Network à Carlton Cuse le 28 juillet 2014. Il a été réalisé par Juan Campanella. La saison a été commandée le 3 février 2015. Le pilote a été présenté le 9 octobre 2015 au New York Comic Con.
Pour Carlton Cuse, la série ne porte pas sur les Aliens mais sur la vie dans une ville occupée. « Ne pensez pas Independence Day mais plutôt à l’occupation allemande pendant la seconde guerre mondiale ou à l’Afghanistan aujourd'hui ».
Le 4 février 2016, la série est renouvelée pour une deuxième saison, diffusée à l'hiver 2017.
Le 4 avril 2017, USA Network annonce la reconduction de la série pour une troisième saison de treize épisodes,.
Le 21 juillet 2018, la série n'est pas renouvelée laissant la série sans fin.

### Casting
Les rôles ont été attribués dans cet ordre à partir de septembre 2014 : Josh Holloway, Sarah Wayne Callies, Amanda Righetti, Peter Jacobson, Alex Neustaedter, Gonzalo Menendez et Tory Kittles.
En juillet 2015 lors du comic-con, d'autres noms ont été dévoilés : Carl Weathers, Kathy Baker, Kathleen Rose Perkins et Paul Guilfoyle. Puis en août, le casting continue : Adam Busch, Adrian Pasdar et Kathryn Morris, Ally Walker et Thora Birch. Le 31 août 2016, le site Deadline annonce que l'actrice Bethany Joy Lenz remplacera Thora Birch dans la saison 2.
En avril 2018, la production ajoute Wayne Brady, Peyton List, Graham McTavish et Waleed Zuaiter à la distribution de la troisième saison.

## Épisodes

### Première saison (2016)
1. Derrière le mur (Pilot)
2. Un monde meilleur (Brave New World)
3. La résistance dans la peau (98 Seconds)
4. Ouvrir les yeux (Blind Spot)
5. Geronimo (Geronimo)
6. Dos au mur (Yoknapatawpha)
7. Loyautés (Broussard)
8. Haute trahison (In from the Cold)
9. Contre-attaque (Zero Day)
10. Passer de l'autre côté (Gateway)

### Deuxième saison (2017)
Elle a été diffusée du 12 janvier 2017 au 6 avril 2017.
1. Le jour J (Eleven Thirteen)
2. Charlie (Somewhere Out There)
3. Les yeux vers le ciel (Sublimation)
4. Haute surveillance (Panopticon)
5. Cavalier seul (Company Man)
6. La mort dans l'âme (Fallout)
7. Sacrifices (Free Radicals)
8. La traque (Good Intentions)
9. En chute libre (Tamam Shud)
10. Les vestes noires (The Garden of Beasts)
11. Prêt à tout (Lost Boy)
12. La guerre des résistants (Seppuku)
13. L'heure du départ (Ronin)

### Troisième saison (2018)
Cette saison de treize épisodes est diffusée depuis le 2 mai 2018.
1. Maquis (Maquis)
2. Puzzle Man (Puzzle Man)
3. Sierra Maestra (Sierra Maestra)
4. Hôpital (Hospitium)
5. Fin de la route (End of the Road)
6. La cité d'émeraude (The Emerald City)
7. Un coin propre et bien éclairé (A Clean, Well-Lighted Place)
8. Lazare (Lazarus)
9. Le grand vide (The Big Empty)
10. Embruns (Sea Spray)
11. Héros disponibles (Disposable Heroes)
12. Bonzo (Bonzo)
13. Ce qui se passe (What Goes Around)

## Accueil

### Critique
La première saison est accueillie de façon plutôt favorable par la critique. L'agrégateur de critiques Metacritic lui accorde une note de 69 sur 100, basée sur la moyenne de 22 critiques.
Sur le site Rotten Tomatoes, elle obtient une note moyenne de 78 %, sur la base de 23 critiques.

### Audiences

#### Aux États-Unis
L'épisode pilote, diffusé le 14 janvier 2016, a réalisé une audience de 1,359 million de téléspectateurs lors de sa première diffusion. L'audience cumulée des trois premiers jours est de 2,629 millions de téléspectateurs.
La première saison a réalisé une audience moyenne de 1,125 million de téléspectateurs.